# 라디오 오스트레일리아
라디오 오스트레일리아(Radio Australia)는 오스트레일리아 (호주)의 대표적인 방송국인 오스트레일리아 방송 회사에서 운영하는 국제 방송국이다. 중파와 단파와 위성방송으로 방송된다.

## 방송 언어
- 중국어
- 인도네시아어
- 베트남어
- 프랑스어
- 크메르어
- 톡 피신

## 같이 보기
- 오스트레일리아 방송 회사